# Schwyz (huyện)
Schwyz là một huyện thuộc tổng Schwyz, Thụy Sĩ. Đây là huyện có diện tích là dân số lớn nhất trong 6 huyện của bang Schwyz, chiếm ½ diện tích bang, 40% dân số bang.
Huyện có tổng cộng 15 đô thị, thủ phủ là thị xã Schwyz.

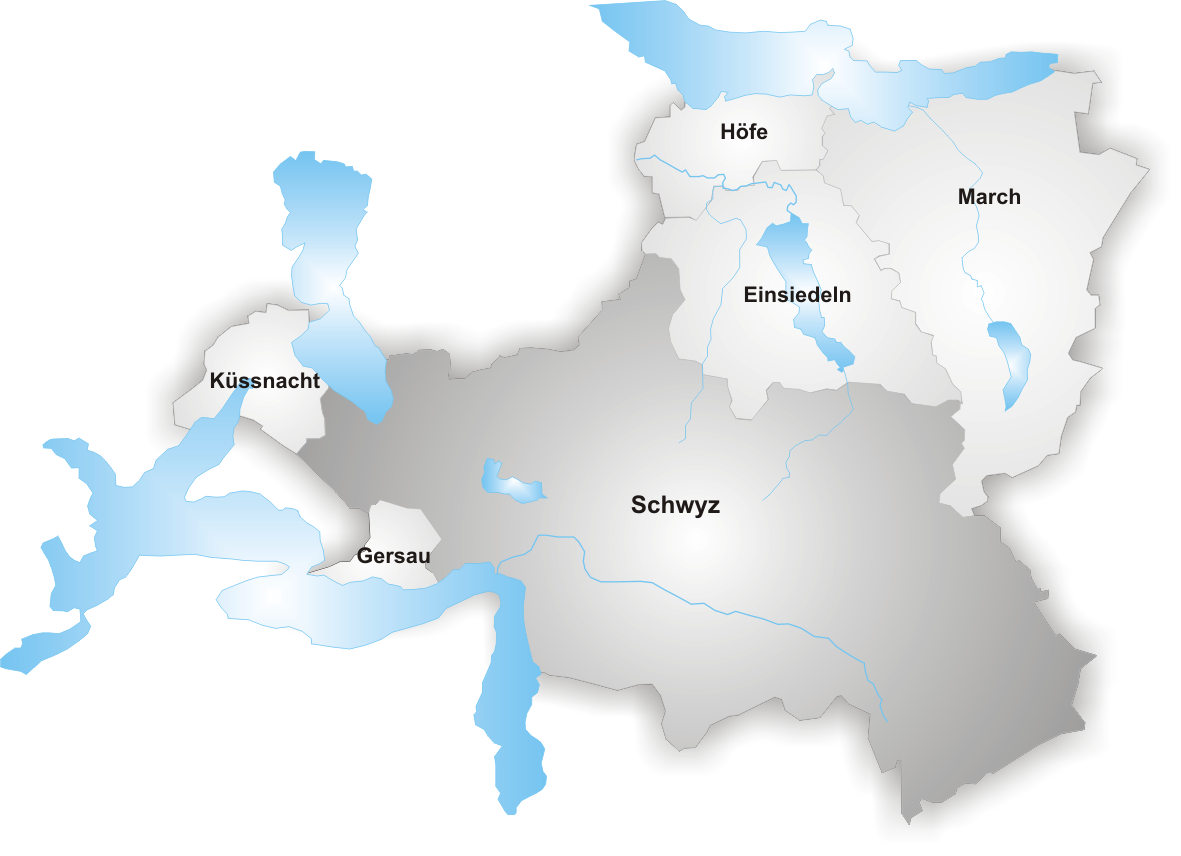
Huyện Schwyz

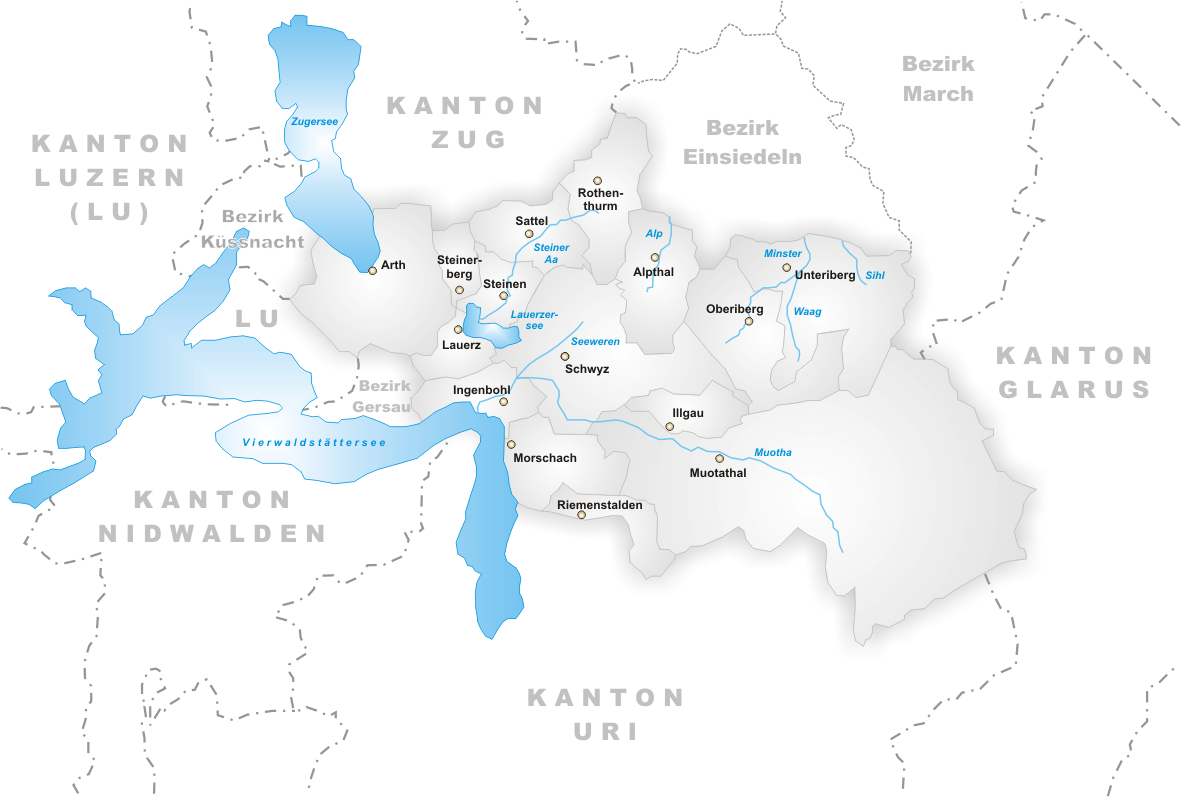
Các đô thị của huyện Schwyz

| Huy hiệu      | Đô thị        | Dân số (Dec 2005) | Diện tích, km² |
| ------------- | ------------- | ----------------- | -------------- |
| Alpthal       | Alpthal       | 511               | 22.9           |
| Arth          | Arth          | 9918              | 48.6           |
| Illgau        | Illgau        | 776               | 10,9           |
| Ingenbohl     | Ingenbohl     | 7863              | 16.2           |
| Lauerz        | Lauerz        | 943               | 9,2            |
| Morschach     | Morschach     | 893               | 23.4           |
| Muotathal     | Muotathal     | 3543              | 172.4          |
| Oberiberg     | Oberiberg     | 771               | 32.9           |
| Riemenstalden | Riemenstalden | 75                | 11,2           |
| Rothenthurm   | Rothenthurm   | 2017              | 22.8           |
| Sattel        | Sattel        | 1566              | 17.3           |
| Schwyz        | Schwyz        | 14.302            | 53.3           |
| Steinen       | Steinen       | 3004              | 11,8           |
| Steinerberg   | Steinerberg   | 890               | 7,0            |
| Unteriberg    | Unteriberg    | 2289              | 46.5           |
|               | Total         | 49.361            | 506.4          |

Bản mẫu:Districts of the canton of Schwyz